# 보령고용노동지청
보령고용노동지청(保寧雇傭勞動支廳)은 근로조건의 보호, 노사분쟁의 예방·조정, 산업재해의 예방, 근로자의 복지증진, 고용안정, 직업능력개발 등의 업무를 수행하기 위해 설립된 대한민국 고용노동부 대전지방고용노동청 소속기관으로 보령고용노동지청장(4급)은 서기관 또는 기술서기관으로 보한다. 충청남도 보령시 옥마로 42(명천동 58-6)에 위치하고 있다.

## 연혁
- 1981년 12월 28일 노동부 대전지방사무소 보령출장소 개소
- 1987년 5월 15일 노동부 보령사무소 승격
- 1987년 12월 9일 보령지방노동사무소 명칭 변경
- 1991년 5월 2일 현 청사 신축 이전
- 1998년 12월 4일 서산고용안정센터 개소
- 2000년 4월 17일 보령지방노동사무소 1급지사무소 승격
- 2001년 3월 2일 서천, 부여, 청양 고용안정센터 분소 개소
- 2004년 7월 1일 청양고용안정센터 분소 폐지, 서천,부여출장팀으로 명칭변경
- 2006년 3월 2일 대전지방노동청 보령노동지청으로 명칭변경(직제개편)
- 2006년 7월 1일 고용안정센터를 보령종합고용지원센터, 서산고용지원센터로 명칭변경(직제개편)
- 2008년 3월 6일 서천, 부여출장센터 폐소
- 2010년 7월 5일 고용노동부 대전지방고용노동청 보령고용노동지청으로 명칭변경(직제개편)

## 조직

### 보령고용노동지청장
- 근로개선지도과
- 산재예방지도과

## 소속기관
- 보령고용센터
- 서산고용센터